# Linia kolejowa nr 815
Linia kolejowa nr 815 – pierwszorzędna, jednotorowa, zelektryfikowana linia kolejowa łącząca stację techniczną Durzyn ze stacją Krotoszyn. Linia kolejowa została otwarta 1 października 1888 roku, a 24 września 1987 roku została zelektryfikowana.
Linia stanowi łącznicę między linią kolejową Łódź Kaliska – Tuplice a linią kolejową Oleśnica – Chojnice i umożliwia przejazd pociągów z kierunku Ostrowa Wielkopolskiego do stacji Krotoszyn. 